# American Gigolo
American Gigolo is een Amerikaanse film uit 1980 van regisseur/scenarist Paul Schrader. De titelrol wordt vertolkt door Richard Gere. De belangrijkste bijrollen zijn voor Lauren Hutton, Héctor Elizondo en Bill Duke. De film werd genomineerd voor twee Golden Globes.
Schrader liet zich omringen door een trio Italianen, Ferdinando Scarfiotti voor het design, Giorgio Moroder voor de muziek en Giorgio Armani voor de kostuums. American Gigolo wordt vaak beschouwd als het tweede deel van Paul Schraders "nachtwerk"-trilogie. Het eerste deel is Taxi Driver (1976) dat geschreven werd door Schrader, maar geregisseerd door Martin Scorsese. Het laatste deel is Light Sleeper (1992). Sommige filmcritici spreken van een tetralogie en voegen de film The Walker (2007) aan dit lijstje toe. Deze laatste film kan beschouwd worden als een remake van regisseur Paul Schrader.

## Inhoud
Julian Kaye is een gigolo in het Los Angeles van de jaren tachtig. In zijn moderne appartement komt hij overdag tot rust en 's nachts gaat hij aan het werk. Hij krijgt opdrachten van z'n werkgeefster Anne. Zij is degene die hem alle kneepjes van het vak aanleerde. Met z'n mooie kledij en dure wagen begeleidt hij bij voorkeur oudere vrouwen.
Michelle is de vrouw van een bekende politicus. Haar man verblijft voor een tijdje in New York, terwijl zij in Los Angeles hunkert naar het gezelschap van Julian. Hij komt niet graag over als een mannelijke hoer en dus weigert Julian in te gaan op haar intenties. Maar wanneer ze hem in het midden van de nacht in zijn appartement opzoekt, lijkt Julian toch te willen meewerken. Michelle is de enige dame die ooit in het appartement van Julian mocht.
Michelle blijft Julian opzoeken en de twee worden uiteindelijk verliefd. Maar hun geheime relatie verdwijnt al gauw in de schaduw van een moordzaak waarin Julian de hoofdverdachte is. Een cliënte van Julian werd beroofd en vermoord en alle sporen leiden naar de gigolo.
Julian rekent op z'n alibi: Lisa. Maar zij weigert mee te werken. Niemand mag immers weten dat zij die avond in het gezelschap van een gigolo vertoefde. Julian heeft zo geen alibi en bovendien ontdekt hij dat iemand hem er probeert in te luizen. Julian gaat op zoek naar de echte dader maar wordt tegengewerkt door onder meer de echtgenoot van Michelle. Haar echtgenoot weigert z'n politieke reputatie te verliezen voor een goedkope gigolo.
Julian begint z'n levensstijl te verwaarlozen tijdens zijn zoektocht naar de waarheid. Hij vermoedt dat zijn vroegere werkgever, de homoseksuele Leon, achter het complot zit. Het komt tot een gemene confrontatie tussen de twee. Julian wil alles doen om uit deze situatie te raken. Hij wil terug voor Leon werken, hij wil zelfs homoseksuele klanten aanvaarden. Niets lijkt te helpen. Uit woede duwt hij Leon van het balkon.
Julian wordt door de politie opgepakt en belandt in de gevangenis. De politie stelt hem enkel in verdenking voor de moordzaak. De dood van Leon wordt als een ongeluk geklasseerd. In de gevangenis raakt Julian in een depressie. Er lijkt geen uitweg mogelijk totdat Michelle besluit de waarheid aan het licht te brengen en zich op te offeren als alibi voor de nacht van de moord.

## Rolverdeling
| Acteur            | Personage         |
| ----------------- | ----------------- |
| Richard Gere      | Julian Kay        |
| Lauren Hutton     | Michelle Stratton |
| Bill Duke         | Leon James        |
| Héctor Elizondo   | Joe Sunday        |
| Frances Bergen    | Mrs. Laudner      |
| Carol Bruce       | Mrs. Sloan        |
| K Callan          | Lisa Williams     |
| Carole Cook       | Mrs. Dobrun       |
| David Cryer       | Curtis            |
| Richard Derr      | Mr. Williams      |
| Nina van Pallandt | Anne              |
| Robert Wightman   | Floyd Wicker      |
| Tom Stewart       | Mr. Rheiman       |
| Patty Carr        | Judy Rheimam      |

## Productie
De film is gebaseerd op de Franse film Pickpocket (1959) van regisseur Robert Bresson. Een andere inspiratiebron was de rol van Alain Delon in Plein Soleil (1960).

### Casting
John Travolta was lange tijd kandidaat voor de rol van Julian Kaye, maar weigerde omdat hij niet naakt wilde gaan in de film en omdat hij over de film wilde meebeslissen. Travolta koos voor de film Urban Cowboy. Acteur Christopher Reeve, bekend als Superman, werd dan voorgesteld door Paramount. Maar Reeve wees een contract van $1 miljoen voor de rol van Julian Kaye af, omdat het project zijns inziens van weinig smaak getuigde. Schrader koos dan voor Richard Gere, die nog geen ster was maar indruk had gemaakt met zijn acteerprestaties in Days of Heaven, Looking for Mr. Goodbar en Bloodbrothers.
Voor de rol van Michelle deden een viertal actrices auditie. Een van hen was actrice Julie Christie. Omdat John Travolta haar tegenspeler zou worden haakte ze af. Mia Farrow speelde een testscène met John Travolta maar werd niet gekozen omdat ze Travolta van het scherm speelde. Uiteindelijk nam Richard Gere de hoofdrol voor z'n rekening en werd Michelle gespeeld door Lauren Hutton.

### Vormgeving
Regisseur Schrader wilde Los Angeles op een andere manier tonen. Hiervoor deed hij beroep op Ferdinando Scarfiotto, die eerder had samengewerkt met Bernardo Bertolucci. Hij stond in voor het design, maar had ook artistieke zeggenschap over cinematografie, kleding en attributen.
Voor de cinematografie werd gekozen voor veel beelden met bewegende camera's. Voor close-ups werd gekozen voor een harde, dramatische belichting zoals in de studiofilms van Hollywood uit de jaren 30 of 40 in plaats van de toen meer gebruikelijke diffuse belichting. Ook het gebruik van jaloezieën voor de ramen droeg bij tot het creëren van een film noir-gevoel. Er werd gekozen voor luxueuze sets, de Westwood Hotel Appartments (Sunset Plaza Appartments genoemd in de film) deden dienst aan woonplaats van hoofdpersoon Julian Kaye. De auto van in de film is een Mercedes-Benz 450 SL uit 1980.
Deze film vergrootte de bekendheid van het kledingmerk Armani in Amerika en wereldwijd. Het personage Julian Kaye identificeert zichzelf sterk met zijn kleding. De scène waarin Julian zich aankleedt en verschillende kledingstukken uitstalt is gefilmd als een videoclip, op muziek van Smokey Robinson and the Miracles. Het draaien van deze ene scène kostte verschillende dagen. Dit was de eerste film waarin een beroemde Hollywood-acteur volledig naakt te zien is, al was dit niet voorzien in het oorspronkelijke scenario. Door de cinematografie wordt zijn personage Julian niet enkel weergegeven als subject, maar ook als object. Door zijn manier van kleden en zijn houding krijgt Julian een androgyne uitstraling. Verder wordt Julian door zijn pooier Leon "Julie" genoemd. De film suggereert dat Julian homo is, maar dit wordt verder in het midden gelaten.
De filmposter is gebaseerd op een foto van Jean Pagliuso. De foto werd genomen in een gebouw in The Bronx en toont Richard Gere in de schaduw van jaloezieën. De zwart-witfoto werd bijgewerkt en ingekleurd door Paul Jasmin.

## Soundtrack
De soundtrack van de film werd gecomponeerd door Giorgio Moroder, die in 1978 zijn intrede in Hollywood deed met de soundtrack voor de film Midnight Express (1978). Moroder staat bekend om het gebruik van synthesizers en werd gekozen door Schrader voor de sexy maar ook steriele klank van zijn muziek. Call Me heette in de versie van Moroder oorspronkelijk Man Machine. Moroder zocht eerst Stevie Nicks aan om het lied te zingen maar zij weigerde. Debbie Harry van Blondie schreef nieuwe woorden bij het lied, dat een hit werd.
1. "Call Me (Theme from American Gigolo)" (Giorgio Moroder, Deborah Harry) - 8:09
  - Vocals door Blondie.
2. "Love and Passion" (Giorgio Moroder, Paul Schrader) - 5:51
  - Vocals door Cheryl Barnes
3. "Night Drive" - 3:54
4. "Hello Mr. W.A.M. (Finale)" - 4:36
  - Gebaseerd op het klarinetconcerto K. 622 in A Major door Wolfgang Amadeus Mozart.
5. "The Apartment" - 4:31
6. "Palm Springs Drive" - 3:25
7. "Night Drive (Reprise)" - 2:52
8. "The Seduction (Love Theme)" - 3:13

## Nominaties
- Golden Globe - Best Original Score - Motion Picture - Giorgio Moroder
- Golden Globe - Best Original Song - Motion Picture - Giorgio Moroder, Deborah Harry voor het liedje "Call Me (Theme from American Gigolo)"

## Ontvangst
De film werd bij critici gunstig onthaald maar was bij het publiek maar een matig succes. De invloed van de film op de populaire cultuur was wel groot. Deze film objectiveerde voor het eerst de man als sekssymbool, wat een grote invloed had op bijvoorbeeld reclame. Doorheen de jaren groeide de reputatie van de film.

## Trivia
De titel van de film Deuce Bigalow: European Gigolo (2005) is een parodie op de titel van deze film.